# Gaspar Català de Montsonís i Boix
Gaspar Català de Montsonís i Boix (Benassal, 1612 - ?) va ser un religiós dominic que va ser conseller de bona part de la noblesa valenciana de l'època, confessor del Rei i bisbe de Lleida (1651-1652). Va ser designat pel rei sense ser cap dels candidats de la terna (de 14 de setembre de 1650) que li van proposar.